# نادي أورليانز
نادي اتحاد أورليانز الرياضي (بالفرنسية: Union Sportive Orléanaise)‏ نادي كرة قدم فرنسي يلعب في دوري الدرجة الرابعة . تم تأسيس النادي في سنة 1920 .